# Independența (Costanza)
Independenţa è un comune della Romania di 3 112 abitanti, ubicato nel distretto di Costanza, nella regione storica della Dobrugia.
Il comune è formato dall'unione di 5 villaggi: Fântâna Mare, Independența, Movila Verde, Olteni, Tufani.